# Vâlceaua Colcot
Vâlceaua Colcot este un monument al naturii de tip geologic sau paleontologic în Tiraspol, Stînga Nistrului, Republica Moldova. Este amplasată la marginea de nord a municipiului Tiraspol, în vecinătatea satului Blijnii Hutor. Are o suprafață de 16 ha. Obiectul este administrat de Primăria municipiului Tiraspol.

## Istorie
Monumentul geologo-paleontologic a fost studiat pentru prima dată la mijlocul secolului al XIX-lea. Acesta a atras atenția prin specificul depozitelor pleistocene aluviale, acumulate acum 500-300 mii de ani în Valea Nistrului, și prezența resturilor scheletice fosile de animale, mai ales mamifere și moluște, unele neobișnuite pentru această zonă.
O colecție bogată de oseminte ale mamiferelor mari, scoasă la suprafață în timpul lucrărilor de extragere a prundișului în vâlcea, a fost transmisă la începutul secolului al XX-lea Institutului de Prospecțiuni Geologice din Moscova (în prezent exponatele se află la Muzeul de Stat de Geologie „V. Vernadski”⁠(d) din Moscova). Reminiscențele scheletice au fost studiate de paleontologa Maria Pavlov⁠(d), care a constatat un amestec neobișnuit de mamifere, ulterior separat de geologul și paleontologul Valerian Gromov⁠(d) într-un complex faunistic separat „Complexul Mindel” (1932), apoi „Complexul faunistic tiraspolean” (1939 și 1948). Complexul caracterizează macroteriofauna pleistocenului mediu din Europa de est în terasa a V-a a Nistrului.
Cercetări geologice și paleontologice speciale au mai fost întreprinse în anii 1960, pentru a studia amănunțit fosilele mamiferelor, moluștelor și ostracodelor și pentru a concretiza poziția stratigrafică a depozitelor acestora.

## Descriere

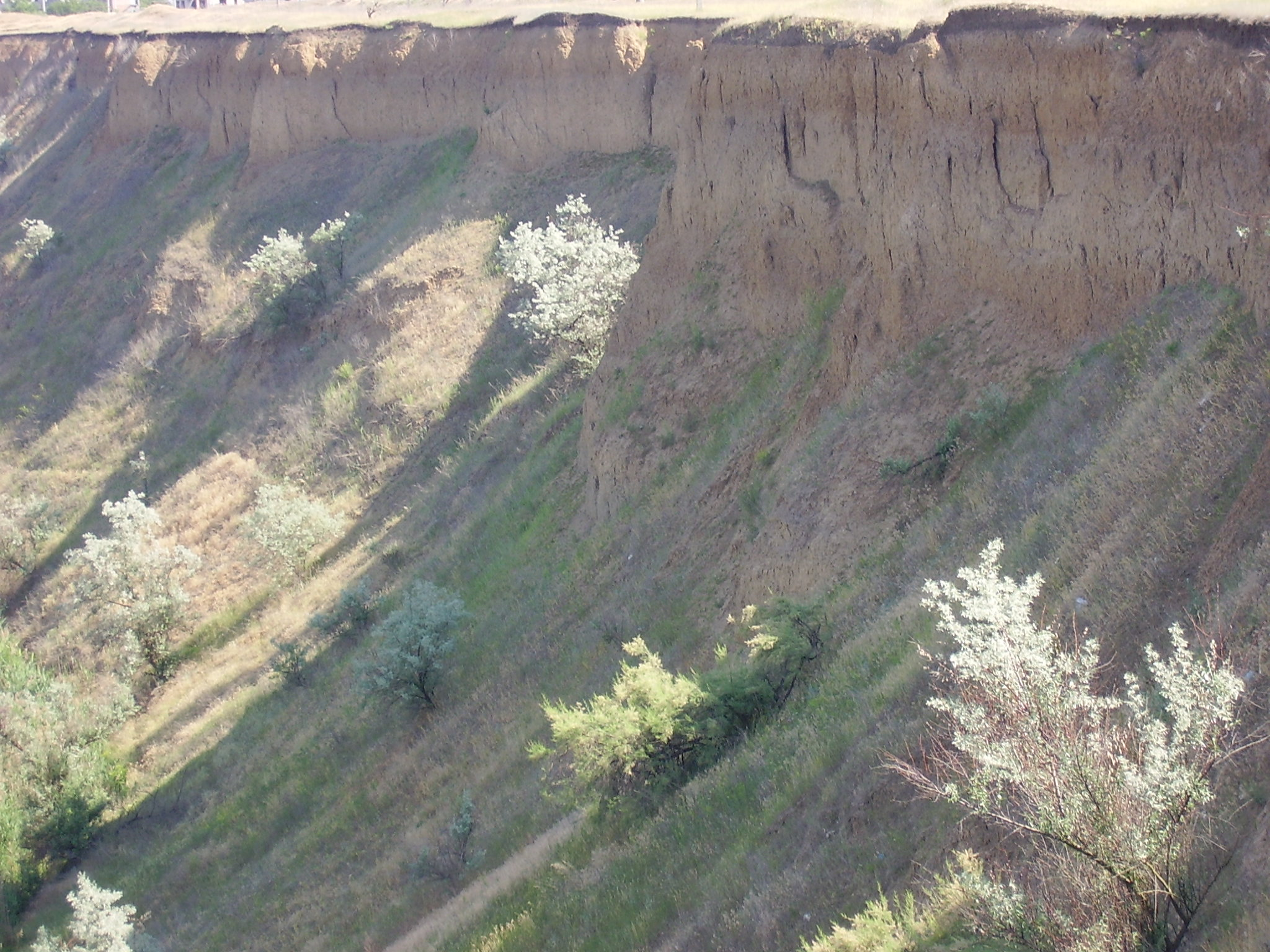
Profil detaliat

Descoperirile paleontologice includ:
- câteva mandibule și zeci de măsele solitare de elefant (Mammuthus wusti; specie nouă)
- un craniu și mai multe coarne izolate de bizon (Bison schoetensaki; specie rară în pleistocenul eurasiatic)
- cranii incomplete și fragmente de coarne de cerb-gigantic (Praemegaceros verticornis; specie rară)
- cranii incomplete și fragmente de mandibule de rinocer (Stephanorhinus etruscus și S. merski; cea din urmă fiind extrem de rară)
- o mandibulă de urs (Ursus deningeri; specie foarte rar întâlnită în pleistocenul european)
- fragmente de coarne de elan (Alces latifros; specie rară)
- un corn incomplet de antilopă de tip african (Pontoceros ambiguus; gen nou, la fel și specia)
- dinți ai diverselor microtine (Lagurus transiensis, Microtus gregaloides, M. arvaloides, M. nevaloides etc.)

Vâlceaua gazduiește o variație mare de fosile de moluște și ostracode. Primele numără aprox. 45 de specii, dintre care 6 au fost descoperite aici în premieră: Pseudunio moldavica, P. robusta, Viviparus tiraspolitanus, V. kagarliticus, V. subcrassus. Ostracodele conțin 20 de specii, inclusiv 4 descoperite în vâlcea: Iliocypris nistruensis, Cyclocipris triangula, Ciprys alongata, Limnocythere fontinalis.
O colecție a rămășițelor scheletice din vâlceaua Colcot este păstrată la Muzeul complexelor faunistice fosile din Republica Moldova al Academiei de Științe a Moldovei.

### Secționare stratigrafică
Aluviunile unei secțiuni ale vâlcelei au grosimea totală de circa 10-12 m și constau din două cicluri (pachete) sedimentare, cu  unele deosebiri ale compoziției faunistice.
| Nr. | Grosime (m) | Denumire                                                                            |
| --- | ----------- | ----------------------------------------------------------------------------------- |
| 1   | 0,5         | luturi nisipoase loessoide cu intercalații de soluri fosile                         |
| 2   | 2,5         | luturi nisipoase loessoide cu intercalații de soluri fosile                         |
| 3   | 0,5         | luturi nisipoase loessoide cu intercalații de soluri fosile                         |
| 4   | 6,0         | luturi nisipoase loessoide cu intercalații de soluri fosile                         |
| 5   | 0,5         | luturi nisipoase loessoide cu intercalații de soluri fosile                         |
| 6   | 3,0         | depozite aluviale ale fluviului Nistru cu faună a Complexului faunistic tiraspolean |
| 7   | 1,0         | depozite aluviale ale fluviului Nistru cu faună a Complexului faunistic tiraspolean |
| 8   | 0,5         | depozite aluviale ale fluviului Nistru cu faună a Complexului faunistic tiraspolean |
| 9   | ?           | depozite aluviale ale fluviului Nistru cu faună a Complexului faunistic tiraspolean |

## Statut de protecție

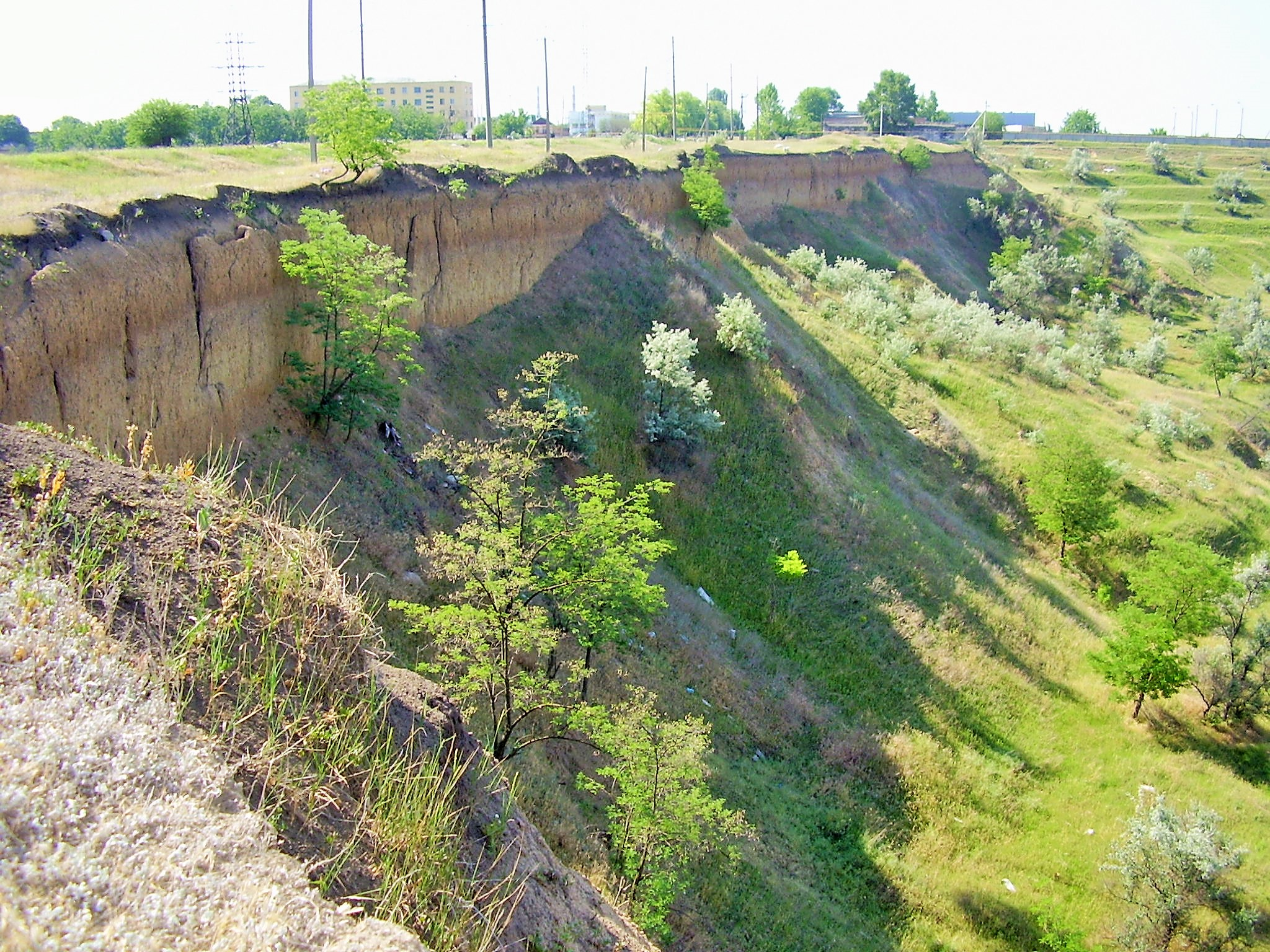
Profil

Obiectivul a fost luat sub protecția statului prin Hotărîrea Sovietului de Miniștri al RSSM din 8 ianuarie 1975 nr. 5, iar statutul de protecție a fost reconfirmat prin Legea nr. 1538 din 25 februarie 1998 privind fondul ariilor naturale protejate de stat. Deținătorul funciar al monumentului natural este Primăria municipiului Tiraspol.
Materialele geologice și paleontologice recoltate în aluviunile vâlcelei au o valoare instructivă și cognitivă mare. Amplasamentul geologo-paleontologic din vâlceaua Colcot și Complexul faunistic tiraspolean sunt considerate obiecte-etalon pentru depozitele și fauna pleistocenului mediu din Europa de est și Asia de nord.
Conform situației din anul 2016, aria naturală nu este delimitată și lipsește un panou informativ care să informeze despre statutul de protecție.